# 沃爾德倫 (密歇根州)
沃爾德倫（英語：Waldron）是位於美國密歇根州希爾斯代爾縣賴特鎮區的一個村。

## 人口
根據2020年美國人口普查的數據，沃爾德倫的面積為2.59平方千米，當中陸地面積為2.59平方千米，而水域面積為0.00平方千米。當地共有人口505人，而人口密度為每平方千米194人。